# Nepaloserica hartmanni
Nepaloserica hartmanni är en skalbaggsart som beskrevs av Ahrens 1999. Nepaloserica hartmanni ingår i släktet Nepaloserica och familjen Melolonthidae. Inga underarter finns listade i Catalogue of Life.